# NGC 6544
NGC 6544 ist ein Kugelsternhaufen im Sternbild Schütze.
Der Kugelsternhaufen wurde am 22. Mai 1784 von dem Astronomen William Herschel mit einem 18,7-Zoll-Teleskop entdeckt und die Entdeckung später im New General Catalogue verzeichnet.